# الانتخابات المحلية التونسية 2023
الانتخابات المحلية التونسية 2023 هي أول انتخابات للمجالس المحلية في البلاد، حيث تم انتخاب 279 مجلسا محليا في جميع أنحاء الجمهورية التونسية. وقد أجري الدور الأول من هذه الانتخابات يوم 24 ديسمبر 2023 ، و الدور الثاني يوم 4 فبراير 2024 بإشراف الهيئة العليا المستقلة للانتخابات.

## تاريخ
كانت المجالس الجهوية تمثل السلطة المحلية في تونس لكن منذ عام 2018، عجزت الحكومات المتعاقبة على إجراء أول انتخابات للمجالس الجهوية منذ اندلاع الثورة وسقوط نظام بن علي الذي كان يسيطر حزبه التجمع الدستوري على أغلب مقاعد المجالس الجهوية بالبلاد.
عام 2022، أصبح لتونس دستورا جديدا غَيّرَ من تركيبة المشهد المحلي، فقد استحدث الرئيس قيس سعيد المجلس الوطني للجهات والأقاليم، وحافظ على المجالس الجهوية وأحدث المجالس المحلية بيد أنه حدد طريقة خاصة لإنتخاب أعضاء كل مجلس.

## تقسيم الدوائر الانتخابية
حسب الأمر الرئاسي عدد 590 والذي أصدره الرئيس قيس سعيد في 21 سبتمبر 2023، فإن الدولة التونسية تنقسم إلى 5 أقاليم و24 مجلسا جهويا و279 مجلسا محليا. بحيث يكون لكل إقليم عدد من المجالس الجهوية ولكل مجلس جهوي عدد من المجالس المحلية.

## طريقة الانتخاب
ينتخب المواطنون التونسيون أعضاء المجالس المحلية بطريقة مباشرة، ثم يتم اختيار عضو واحد من كل مجلس محلي "عن طريق القرعة" ليتولى عضوية المجلس الجهوي لمدة 3 أشهر فقط، وينتخب أعضاء كل مجلس جهوي 3 أعضاء من بينهم لتولي عضوية المجلس الوطني للجهات والأقاليم لمدة 5 سنوات.

## مقالات ذات صلة
- الهيئة العليا المستقلة للانتخابات
- مجلس جهوي (تونس)
- مجلس بلدي (تونس)

## روابط خارجية
- الموقع الرسمي لهيئة الانتخابات.